# Antara (Vorname)
Antara ist ein weiblicher Vorname.

## Herkunft des Namens
Antara ist ein indischer Name. Bedeutung: das Äquivalent eines Verses in der Hindustanischen Musik (nordindische klassische Musik).

## Verbreitung
Der Name ist im deutschsprachigen Raum selten anzutreffen. In Deutschland wurde er in den letzten 10 Jahren weniger als zehn Mal vergeben. In der Schweiz tragen 12 Personen den Namen (Stand 2023). Der Name kommt in Österreich sehr selten vor, zwischen 1984 und 2023 wurde er nur ein Mal vergeben. In den USA wird der Name seit 1990 fast jedes Jahr bei der Namenswahl berücksichtigt, er ist aber nur mäßig beliebt. In den letzten 10 Jahren wurden rund 50 Mädchen so genannt. Seine Vergabe ist auch in England, Schottland und Kanada nachgewiesen.

## Bekannte Namensträgerinnen
Antara Mali ist eine indische Schauspielerin in Bollywoodfilmen.